# Diálogos de paz entre el gobierno de Andrés Pastrana y las FARC-EP
El Proceso de Negociación del Caguán o Diálogos de paz en El Caguán se refiere al intento fallido por parte del grupo guerrillero de las Fuerzas Armadas Revolucionarias de Colombia-Ejército del Pueblo (FARC-EP) y el gobierno del presidente colombiano Andrés Pastrana para comenzar un proceso de paz y terminar con el conflicto armado colombiano. El proceso de paz fue llevado a cabo entre 1998 y 2002, con gestiones de negociaciones iniciadas en el año 1997. El proceso de diálogo estuvo acompañado por gobiernos de varios países, organizaciones multilaterales, organizaciones no gubernamentales (ONG) y sectores de la sociedad civil colombiana y extranjera. Fueron un antecedente a los diálogos entre 2012 y 2016 que derivaron en los Acuerdos de paz entre el gobierno de Juan Manuel Santos y las FARC-EP.
Los diálogos de paz tuvieron varios inconvenientes, empezando por los roces del ministro de defensa, altos mandos militares con el presidente Pastrana y la decisión de otorgar una zona desmilitarizada en la región de El Caguán para llevar ahí los diálogos sin un cese al fuego generalizado. Una vez la zona fue creada, las FARC-EP tomaron control de la zona, imponiendo sus propias 'leyes' a falta de control militar del gobierno. Las Fuerzas Militares colombianas acusaron a las FARC-EP de utilizar la zona para recuperarse, fortalecerse militar, política y financieramente. Las FARC-EP también desconocieron acuerdos firmados, como el Acuerdo de Caquetania, alegando que el establecimiento de una comisión internacional de verificación no tendría facultades para vigilar con autoridad el comportamiento de las partes. En junio de 2001, las FARC-EP liberan 242 militares capturados pero el gobierno no libera los guerrilleros capturados.
El gobierno Pastrana, constitucionalmente tenía que ejercer control jurídico y político sobre la zona desmilitarizada (zona de distensión), pero con el actuar de las FARC-EP y la permisividad de Pastrana, la presión de sectores de la dirigencia política, de los gremios y de la cúpula militar creció contra el presidente Pastrana. Las FARC-EP por su parte buscaban los cimientos para alcanzar el estatus de "beligerancia", mientras culpaba al gobierno de no combatir a sus principales enemigos, los paramilitares de las Autodefensas Unidas de Colombia (AUC). Los paramilitares han intensificado considerablemente sus acciones entre 1999 y 2001, y serían responsables de 449 masacres y del 80 % de los muertos según el Centro Nacional de Memoria Histórica. En 1999, la Oficina del Alto Comisionado de las Naciones Unidas para los Derechos Humanos considera que « los grupos paramilitares se han convertido en el brazo ilegal de las fuerzas armadas y de la policía, para quienes realizan la labor sucia que las fuerzas armadas y la policía no pueden hacer por ser autoridades sujetas al imperio de la ley ».

## Antecedentes históricos
Al final el gobierno del presidente colombiano Julio César Turbay (1978-1982) se aprobó la Ley General de Amnistía, en 1982 (Ley N.º 35 del 19 de noviembre) y la derogación del Estatuto de Seguridad con la que el gobierno había mantenido una represión contra las organizaciones y movimientos populares de oposición. Tras la suspensión, surgen en el país condiciones favorables para iniciar un proceso de "cese al Fuego, Tregua y Paz" entre las FARC-EP y el gobierno del presidente entrante, Belisario Betancur (1982-1984) y se dan numerosas desmovilizaciones, firmas de acuerdos o armisticios como el del 28 de marzo de 1984, llamado Acuerdos de La Uribe rotos más tarde en diciembre de 1988.
Entre abril y junio de 1991, las FARC-EP aceptaron dialogar con el Gobierno del entonces presidente César Gaviria (1990-1994) en Caracas (Venezuela). Luego en marzo de 1992, se dieron los diálogos de paz de Tlaxcala (México), pero se interrumpieron en octubre del mismo año. En noviembre de 1994, durante el gobierno de Ernesto Samper (1994-1998) se les propuso a las FARC-EP negociaciones de paz, pero las FARC-EP condicionaron la eventual negociación con una petición de despeje militar del municipio de La Uribe, en el departamento de Meta, pero el Gobierno lo rechaza.

## Desarrollo

### Año 1997

#### Primeros contactos
Las primeras negociaciones para el proceso de paz comenzaron anteriormente a las elecciones presidenciales de Colombia (1998). En 1997, cuando aún no se vislumbraba que pudiera empezar un proceso de paz entre el gobierno colombiano y las FARC-EP, el líder político Luis Carlos Villegas fue a México y habló con los delegados internacionales de las FARC-EP Olga Marín y Marcos Calarcá. Villegas regresó a Colombia y le dijo al entonces candidato a la presidencia Andrés Pastrana Arango que había grandes posibilidades de diálogos.
El político liberal Juan Manuel Santos también habría participado en los acercamientos con líderes de las FARC-EP en un encuentro en 1997 en Costa Rica para el "diseño y concepción" de una zona desmilitarizada para llevar a cabo los diálogos. La propuesta fue plasmada en una carta y en la que en un aparte expresó:

...Una vez integrado el gobierno, el señor presidente, en su condición de director de fuerza pública y Comandante Supremo de las Fuerzas Armadas de la República, procedería a ordenar el despeje de una área previamente acordada del territorio nacional en conflicto, o lo que es igual, a efectuar el retiro de la fuerza pública del espacio geográfico predeterminado. Esta área se convertiría en zona de distensión y diálogo a fin de facilitar, con plenas garantías y total seguridad, el encuentro de representantes del Gobierno, del Congreso, de la sociedad civil y de la Comisión de Conciliación Nacional con los insurgentes...
Juan Manuel Santos, en carta enviada al presidente Ernesto Samper.

Santos también le propuso al presidente Ernesto Samper que el siguiente mandatario se encargue de convocar una asamblea nacional constituyente que sería el resultado de las discusiones entre el gobierno y la guerrilla. En una conferencia de prensa, Santos leyó su propia carta a Samper en donde mencionó lo siguiente: “Para que esta discusión pueda llevarse a cabo, el gobierno ordenaría el despeje de una zona del país previamente acordada".

### Año 1998

#### Primera reunión entre Andrés Pastrana y Manuel Marulanda
Siendo candidato a la presidencia Andrés Pastrana por el Partido Conservador Colombiano se reunió con el jefe de las FARC-EP, Manuel Marulanda el 9 de junio de 1998, tras una mediación del dirigente conservador Álvaro Leyva. Luego las FARC-EP le hicieron un llamado a Pastrana el 14 de junio de 1998 cuando aún era candidato presidencial anunciando su disposición al diálogo con su eventual administración, Dos días después el candidato Pastrana anunció su voluntad de despejar muchos municipios para iniciar un proceso de paz con las FARC-EP.
Pastrana tomó posesión como presidente de Colombia el 7 de agosto de 1998. En su discurso inaugural reiteró su disposición a dialogar con las FARC-EP.
El 11 de agosto de 1998, alias Raúl Reyes dijo desde Venezuela durante una entrevista que no creía en un pronto "cese de hostilidades en razón a que hablar de paz no significa el silencio de los fusiles". Las FARC-EP también plantearon que para cumplir con los protocolos 1 y 2 de Ginebra sobre Derechos Humanos había que primero firmar la paz.

#### Creación de zona desmilitarizada
El 14 de octubre, por resolución, el presidente Pastrana estableció la zona de distensión en los municipios de Mesetas, La Uribe, La Macarena, Villahermosa y San Vicente del Caguán con fecha de expiración el 7 de febrero de 1999. El presidente Pastrana le reconoció estatus político a las FARC-EP y pidió la suspensión de las órdenes de captura contra 'Raúl Reyes', 'Joaquín Gómez'; y Fabián Ramírez, tres jefes guerrilleros designados por las FARC-EP como voceros.
El 7 de noviembre de 1998, las FARC-EP anunciaron que no iniciarían negociaciones con el gobierno de Pastrana hasta que 130 soldados desarmados del Batallón Cazadores, que se quedaron para funciones administrativas, abandonen la zona. Los soldados fueron retirados por el gobierno, por órdenes del comisionado de paz Víctor G. Ricardo, aparentemente sin consultar con los altos mandos de las Fuerzas militares, lo que generó roces con los generales y una protesta pública por esto. El 13 de noviembre los militares se retiran completamente de la zona del Caguán por órdenes presidenciales, mientras que el comisionado de paz advierte a las FARC-EP de no reconocerles estatus de beligerancia.
El 25 de noviembre el presidente Pastrana pidió a las FARC-EP un alto al fuego para la época de Navidad. Las FARC-EP responden dos días después con propuestas para canjear guerrilleros presos por militares secuestrados por las FARC. El 6 de diciembre de 1998, las Autodefensas Unidas de Colombia (AUC), enemigas de las FARC-EP, proponen a los actores del conflicto armado colombiano una tregua para la época de Navidad. El presidente Pastrana consideró la idea y agregó que hubiera podido incluir a la fuerza pública. El 8 de diciembre, el presidente Pastrana aseguró que no había pensado en extender la duración del despeje más de allá del 7 de febrero de 1999.
El 14 de diciembre de 1998 el comandante de las FARC-EP alias "Tirofijo" y el comisionado de paz Víctor G. Ricardo acordaron mantener negociaciones empezando el 7 de enero de 1999. El 15 de diciembre de 1998, se reunieron en Costa Rica en la residencia del exministro Álvaro Leyva, el alto comisionado para la paz Víctor G. Ricardo, un vocero del Departamento de Estado de los Estados Unidos y el jefe de las FARC-EP, alias Raúl Reyes. En la reunión se trató el tema del narcotráfico y la posibilidad de inspeccionar los cultivos ilícitos en compañía de representantes de las FARC-EP en las zonas de influencia de la guerrilla. El 26 de diciembre de 1998 las FARC-EP comenzaron a ejercer control sobre la zona de distensión.

### Año 1999

#### "La silla vacía"
El 7 de enero de 1999, con la asistencia del presidente Andrés Pastrana, se instaló la mesa de negociación tras una ceremonia en el municipio de San Vicente del Caguán a la que asiste el presidente pero no acude el jefe de las FARC-EP, Manuel Marulanda Vélez. Las FARC-EP argumentaron razones de seguridad para la inasistencia de Marulanda, pero después se conoció que no llegó a la cita porque su presencia allí "enviaría el mensaje equivocado de que la paz estaba cerca". Según la Revista Semana, "el famoso episodio de la silla vacía fue un vaticinio de lo que vendría más adelante para el proceso de diálogo, un desplante de las FARC al país".
El mismo día, el segundo al mando de las FARC-EP y vocero de las mesa de negociación, Raúl Reyes dio un discurso llamado la "Reforma Agraria de los guerrilleros".

#### Primera congelación de los diálogos
El 19 de enero de 1999, las FARC-EP anuncian la primera "congelación" de las conversaciones a la espera de informes oficiales sobre la lucha contra los paramilitares, tras una serie de masacres.
El 25 de enero las FARC fijaron como nueva fecha de encuentro el 20 de abril de 1999.
El 27 de enero de 1999, el vocero de las FARC-EP Raúl Reyes se reunió con María Emma Mejia y Nicanor Restrepo y acordaron "continuar trabajando en una solución política, adecuada explotación de los recursos naturales y con programas productivos".
Desde San Vicente del Caguán, el 4 de febrero de 1999 las FARC-EP ordenaron el 'cambio' del alcalde encargado Simeón Sánchez del Municipio de La Macarena, en el departamento de Meta por el individuo de nombre Jorge Pérez a petición de los jefes guerrilleros en la zona, de alias 'Chucho' y alias 'Gentil Duarte'.

#### Asesinato de tres indigenistas estadounidenses y prórroga a zona de distensión del 5 de febrero
El 5 de febrero, el presidente Pastrana autorizó la ampliación de la zona de distensión por 90 días más. El mismo día, el jefe de prensa de las FARC-EP alias 'Cura Camilo' dio una rueda de prensa ante medios de comunicación y las madres de los soldados secuestrados por las FARC-EP que exigían ver a sus hijos y realizar una liberación inmediata. El Cura Camilo dijo que ya 'Raúl Reyes' había dicho que los militares y policías 'retenidos' eran considerados "prisioneros de guerra" y que no se permitirían "visitas" por parte de las madres. Por su parte el jefe de las FARC-EP, Raúl Reyes declaró que como condición para continuar con la expectativa de diálogo era mantener el despeje de los cinco Municipios de la zona de distensión y que si el presidente Pastrana mostraba voluntad para combatir el paramilitarismo, se llevarían a cabo los diálogos de paz.
El 25 de febrero las FARC-EP expulsaron a un fiscal que atendía denuncias contra las FARC-EP en San Vicente del Caguán, dentro de la zona de distensión, lo que creó nuevas tensiones entre el gobierno Pastrana y las FARC-EP. Mientras esto ocurría, las FARC-EP secuestraron a tres indigenistas norteamericanos.
Un mes más tarde, el 3 de marzo, se encuentran los cadáveres de los indigenistas estadounidenses Ingrid Washinawatok, Laheenae Gae y Terence Freitas, secuestrados desde el 25 de febrero y asesinados por un frente de las FARC-EP. Las FARC-EP inicialmente se comprometieron a investigar y castigar a los autores. El gobierno después determinaría que la muerte fue ordenada por alias "Grannobles", mando medio de las FARC-EP y hermano de alias "Mono Jojoy", comandante del secretariado y jefe militar de las FARC-EP. Para el 6 de marzo los diálogos se encuentran nuevamente en crisis, pero se realizó una reunión a la que asistieron Raúl Reyes, Fabián Ramírez y Joaquín Gómez por las FARC-EP, el subsecretario general de las Naciones Unidas, el delegado de la ONU para América Latina y África, el representante de la UNDCP en Colombia, y el alto comisionado para la paz Víctor G. Ricardo para el tema de la sustitución de cultivos ilícitos.
El 10 de marzo, las FARC-EP reconocieron que miembros de su organización habían participado en la muerte de los tres indigenistas. Raúl Reyes declaró que las FARC-EP se encargarían de castigar al perpetrador del asesinato de los indigenistas, un miembro de las FARC-EP al que llamó 'Camarada Gildardo' y negó entregarlo al gobierno.

#### Reanudación de diálogos

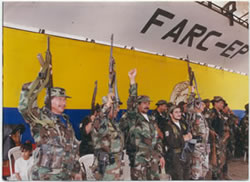
Voceros de las FARC-EP durante los diálogos de paz, alzan sus armas.

El 3 de abril las parten piden crear una comisión de Acompañamiento Internacional para el proceso de paz. Con el accionar de las FARC-EP incrementándose en Colombia, los paramilitares de las AUC acusaron a las FARC-EP de aprovecharse de la zona de distensión para fortalecerse logísticamente y militarmente.
El 8 de abril de 1999, los voceros de las FARC-EP y el comisionado de paz Víctor G. Ricardo se reunieron para tratar la crisis de los diálogos. Para el 18 de abril los diálogos continuaron estancados, por lo que el presidente Pastrana condicionó la prórroga de la zona al "reinicio del proceso de negociación".
El 20 de abril, el gobierno Pastrana y las FARC-EP reanudaron las conversaciones de paz. Mientras que los miembros de la mesa de negociación, presentaron el borrador de la agenda única. Las FARC-EP, sin embargo, advirtieron que el proceso de paz no había sido descongelado.

#### Acuerdo de Caquetania
El 2 de mayo, el presidente Pastrana viajó a la zona de distensión sin previo anuncio oficial para reunirse con alias Manuel Marulanda y firmar un acuerdo escrito, en un intento por reactivar el proceso, el Acuerdo de Caquetania. Los diálogos fueron retomados y cuatro días después se reanudó el proceso negociador.
Las FARC-EP no mantuvieron ninguna tregua hasta el momento. Incrementaron los asesinatos y los secuestros de personajes públicos y civiles en las llamadas "pescas milagrosas", que se convirtió en un lucrativo negocio para financiar su accionar. Las FARC-EP incrementaron las destrucción de oleoductos petroleros y torres de energía. Así como también se incrementaron las emboscadas a militares y policías. Las FARC-EP buscaban utilizar la fuerza a fin de obtener más concesiones del gobierno, lo que en la opinión pública (70%) era interpretado como una debilidad del gobierno Pastrana.

#### Agenda común y prórroga de zona de distensión del 6 de mayo
Para el 6 de mayo de 1999, el gobierno Pastrana y las FARC-EP dieron a conocer la Agenda Común por el Cambio hacia una Nueva Colombia, agenda base de las negociaciones de paz. El presidente Pastrana otorgó una prórroga a la zona de distensión y anuncia una veeduría internacional para los diálogos de paz. Los temas mantenían una semblanza parecida a los planteamientos hechos por el fallecido jefe de las FARC-EP Jacobo Arenas, y en la Octava Conferencia de las FARC-EP en 1993, llamada “Plataforma de un gobierno de reconstrucción y reconciliación nacional”.
| Agenda Común por la Paz |
| Temas |
| --- |
| 1. Solución política al conflicto 2. Derechos humanos 3. Política agraria integral 4. Explotación y conservación de recursos naturales 5. Estructura económica y social 6. Reformas a la justicia, la lucha contra la corrupción y el narcotráfico 7. Reformas políticas para la ampliación de la democracia 8. Reformas del estado 9. Acuerdos sobre DIH 10. Fuerzas Militares 11. Relaciones internacionales 12. Formalización de acuerdos |

#### Prórroga de zona de distensión del 7 de mayo
El 7 de mayo, el gobierno del presidente Pastrana le da una prórroga a la zona de distensión por un mes más, aun sin recibir ninguna concesión de las FARC-EP sobre el cese de hostilidades en el resto de Colombia. El presidente también autorizó a los alcaldes de los cinco municipios de la zona de distensión para formar la 'Policía Cívica', y controlar el orden público en la zona, a causa de la desmilitarización.

#### Visita de comitiva del Congreso de Estados Unidos
El 26 de mayo, el Gobierno y las FARC-EP definieron una agenda de doce puntos con la que comenzaron los análisis en la mesa de negociación, mientras una comisión del Congreso de los Estados Unidos visitó la zona de distensión.

#### Crisis institucional en las Fuerzas Militares de Colombia
El 26 de mayo de 1999, en vísperas de unas jornadas bélicas especialmente sangrientas, se abrió una crisis sin precedentes en el Ejército Nacional por la dimisión de 14 oficiales de alto rango, al que se sumó el ministro de Defensa Rodrigo Lloreda en protesta por la desmilitarización de una parte del país en aras del proceso de paz.

#### Prórroga de zona de distensión del 7 de junio
El 7 de junio, el presidente Pastrana vuelve a darle a las FARC-EP otra prórroga sobre la zona de distensión hasta el 7 de diciembre.

#### Las FARC-EP congelan diálogos
Durante el mes de junio, las FARC-EP incrementaron sus ataques armados en toda Colombia, en especial contra poblaciones con tomas guerrilleras a 13 poblaciones municipales, con el fin de mostrarse fortalecidas frente al gobierno Pastrana antes de las negociaciones de paz.
El 18 de junio, Las FARC-EP congelan el diálogo por estar en desacuerdo con el gobierno del presidente Pastrana sobre la creación de una comisión de verificación que reciba denuncias de la comunidad sobre violaciones de derechos humanos en la zona de distensión. El gobierno retira la propuesta ante el anuncio de las FARC.EP.

#### Reanudación de diálogos
Para el 22 de junio de 1999, la Fiscalía General de la Nación suspendió temporalmente las órdenes de captura contra los voceros de las FARC-EP, Raúl Reyes, Fabián Ramírez y Joaquín Gómez.
Días después, en San Vicente del Caguán, el 26 de junio Raúl Reyes se pronunció en contra de la comisión de verificación aduciendo que violaba los acuerdos planteados entre Manuel Marulanda y el presidente Andrés Pastrana. El mismo día los voceros de las FARC-EP y los negociadores del gobierno Pastrana se reunieron con el presidente de la Bolsa de Valores de Nueva York, Richard Grasso, el vicepresidente, Alan Murvarv y James Esposito, el ministro de hacienda de Colombia, Juan Camilo Restrepo y el alto comisionado para la paz Víctor G. Ricardo. En la reunión con el ministro de hacienda, las FARC-EP reciben una exposición sobre las políticas del gobierno Pastrana sobre el proceso de reestructuración de la Caja Agraria, banco de crédito para campesinos. Los representantes de las FARC-EP luego se reunieron con el senador Fabio Valencia Cossio, el consejero presidencial Juan Gabriel Uribe y el empresario Pedro Gómez Barrero que constituyó el primer encuentro y presentación oficial de las delegaciones que conducirá las negociaciones de paz.

#### Mesa Temática en Los Pozos
Los días 29 y 30 de junio de 1999 representantes de gobiernos de 27 países del mundo para debatir con el gobierno Pastrana y las FARC-EP asistieron a la Mesa Temática en la población de Los Pozos, San Vicente del Caguán. La reunión buscaba discutir las políticas y estrategias para la sustitución de cultivos ilícitos, la eliminación del narcotráfico y el 'Plan Colombia para la paz'. Los asistentes se comprometieron a apoyar política y económicamente el eventual proceso de paz.
El 18 de julio de 1999, en San Vicente del Caguán se llevó a cabo una reunión entre los dirigentes del fondo ganadero del departamento de Huila y los voceros de las FARC-EP Raúl Reyes, Joaquín Gómez y Fabián Ramírez. En la reunión acordaron trasladar la sede del fondo ganadero de la ciudad de Florencia al municipio de San Vicente del Caguán, para la comercialización de ganado vacuno. Con las ganancias se invertirían en el municipio con la condición de que el Gobierno aportará parte de los dineros a las FARC-EP para que la organización respetará y no secuestrará a los ganaderos o sus propiedades.

#### Instalación de la Mesa de Negociación y las 3 comisiones
El 20 de septiembre de 1999, el presidente anunció que su gobierno y las FARC-EP habían planteado tres comisiones, una de ellas de carácter internacional para la verificación del proceso de paz la segunda fue asegurarse que lo cumplieran.
El 16 de octubre de 1999, los representantes de las FARC-EP y el alto comisionado para la paz se reunieron en el municipio de La Macarena (Meta) donde formalizaron un acuerdo para instalar la mesa de negociación a partir del 25 de octubre siguiente en el municipio de La Uribe. En el acuerdo el gobierno Pastrana cedió ante el tema de la verificación internacional y dejaron a los alcaldes locales como representación de la "autoridad constitucional".
El 19 de octubre, el alto comisionado para la paz y los negociadores de las FARC-EP acordaron descongelar el proceso de paz y reiteraron la intención de instalar formalmente la Mesa de Negociación en el municipio de La Uribe.
El 24 de octubre, representantes del gobierno Pastrana y los voceros de las FARC-EP instalaron en La Uribe la mesa de negociación. Asistieron el alto comisionado para la paz, las comisiones negociadoras del gobierno, los voceros de las FARC-EP y los encargados de los comités temáticos que iniciarían el seguimiento y discusión de la Agenda Común. Sin embargo, el mismo día los negociadores de las FARC-EP en vocería de Raúl Reyes dijeron que si el gobierno del presidente Pastrana obedecía a las "presiones del congreso norteamericano" para acabar con la zona de distensión, las FARC-EP romperían las negociaciones de paz.
El 18 de noviembre, Las FARC-EP reiteraron que no aceptaban una comisión internacional supervisora del proceso de diálogo.

#### Tregua unilateral de las FARC-EP y Prórroga de zona de distensión del 7 de diciembre
El 3 de diciembre de 1999, seis negociadores del Gobierno y tres de las FARC-EP se reunieron para definir el primer tema "Derechos humanos" de los 12 capítulos de la agenda, que fue sometido a debate público.
El 4 de diciembre se trasmitió en televisión nacional la primera audiencia pública en la población de Los Pozos, municipio de San Vicente del Caguán. La audiencia pública tuvo como fin explicar a la opinión pública "el sistema que se empleará para que exista una alta participación popular en la búsqueda de soluciones políticas al conflicto armado". El Comisionado de paz, Víctor G. Ricardo, explicó que básicamente se buscaba informar a los colombianos cómo sería el proceso de paz con participación activa del pueblo en iniciativas en reformas políticas, económicas y sociales para llegar a un acuerdo de paz entre el gobierno y las FARC-EP.
Después de meses de intensos ataques armados en toda Colombia, sobre todo con los 'cilindros bomba', en diciembre de 1999, las FARC-EP emitieron un comunicado a la opinión pública anunciando una tregua unilateral con motivo de la época de Navidad el 25 de diciembre y Año nuevo el 31 de diciembre que comenzaría el 20 de diciembre y con una duración de 20 días. El gobierno le había propuesto a las FARC-EP la tregua tiempo atrás, pero las FARC-EP la habían condicionado con que el gobierno Pastrana debía darle cumplimiento a las reformas sociales, económicas y políticas. El 7 de diciembre, el presidente Pastrana vuelve a otorgarle a la zona de distensión y a las FARC-EP una prórroga sobre el control desmilitarizada hasta el 7 de junio de 2000.
Entre el 13 y el 14 de diciembre de 1999, Philip Chicola, representante del Departamento de Estado para la sección de Asuntos Andinos, se reunió secretamente en Costa Rica con el jefe de las FARC-EP, alias Raúl Reyes. El 20 de diciembre, desde la localidad de Los Pozos, el vocero de las FARC-EP, Raúl Reyes declara el cese unilateral de acciones contra el estado colombiano anunciado previamente hasta enero de 2000.

### Año 2000

#### Relanzamiento de negociaciones de paz
El 29 de enero de 2000, el gobierno Pastrana y las FARC-EP reinauguran las negociaciones de paz. Los medios de comunicación se negaron a asistir por el secuestro de Guillermo 'La Chiva' Cortés, director de un noticiero de televisión y del secuestro del ciclista Oliverio Rincón.

#### Gira de comisión negociadora por Europa
El 1 de febrero de 2000, la Comisión negociadora de las FARC-EP y el gobierno viajan por varios países de Europa por 33 días. Los representante del gobierno exponen el 'Plan Colombia'. Funcionarios encabezados por el entonces alto comisionado para la Paz, Víctor G. Ricardo, y los portavoces de las FARC-EP en las negociaciones Raúl Reyes, Simón Trinidad y Fabián Ramírez iniciaron un viaje de trabajo por Suecia, Noruega, Italia, la Ciudad del Vaticano, España, Suiza y Francia.
 Suecia
El 3 de febrero, cuando la comitiva llegó a Suecia el alto comisionado para la paz y Raúl Reyes leyeron un comunicado, en referencia a la instalación de la mesa de negociaciones con el gobierno Pastrana y las FARC-EP. El 5 de febrero de 2000, todavía en Suecia, el alto comisionado para la paz y Raúl Reyes emitieron un comunicado conjunto en el que dan a conocer experiencias iniciales sobre el viaje. Se reunieron con el periodista Ernst Klein. Dos días después, los representantes de las FARC-EP se reunieron con la canciller sueca Anna Lindh y con el representante de Suecia ante la Unión Europea. A nombre del gobierno sueco reiteran el respaldo a los diálogos de paz y la solución pacífica del conflicto entre el gobierno Pastrana y las FARC-EP.
 Noruega
El 13 de febrero, la comitiva se trasladó a Noruega donde se reunieron con el asesor del Programa de las Naciones Unidas para el Desarrollo (PNUD), James Lemoyne. En la reunión trataron sobre las experiencias de los organismos internacionales en la solución de conflictos armados, en especial de las Naciones Unidas.
 Italia y  Ciudad del Vaticano
El 14 de febrero de 2000, la comitiva del gobierno Pastrana y las FARC-EP llegó a Roma, Italia. La comitiva asistió a una reunión de 90 minutos en la Casa de Santa Marta, dentro de la Ciudad del Vaticano, con el obispo Giorgio Lingua, encargado de la Secretaría de Estado de la Santa Sede para el proceso de paz en Colombia. Dos días después de reuniones, el 16 de febrero, la comitiva emitió un comunicado conjunto sobre la posibilidad de concertar un cese del fuego multilateral, con la condición de que se concretan "avances significativos" en la mesa de negociación y se concretan en acuerdos sobre reformas sociales y económicas.
 España
El 21 de febrero de 2000, la comitiva llegó a Valencia, España. El vocero de las FARC-EP, Raúl Reyes envió un comunicado rechazando la propuesta de participación de los Estados Unidos en los diálogos de paz en Colombia.
 Francia
La comitiva llegó el 24 de febrero de 2000 a París, Francia.
Regreso a Colombia
El 26 de febrero de 2000, la comitiva regresó a Colombia. Los voceros de las FARC-EP se internaron nuevamente en San Vicente del Caguán, en la zona de distensión.

#### Comitiva de multinacionales en zona de distensión
El 3 de marzo varios ejecutivos de multinacionales se reunieron con el jefe de las FARC-EP, Manuel Marulanda en la zona de distensión, entre ellos Jim Kinsey, director ejecutivo de la empresa de internet America On Line (AOL). Kinsey le pidió a Marulanda que las FARC-EP evitaran promocionar el narcotráfico y que para que existiera verdadera paz en el campo colombiano se necesitaba sustituirle por negocios legales, a lo que Marulanda respondió que entre sus planes estaba la sustitución de cultivos. Ese mismo día, el consejero Jaime Ruiz y el director nacional de Planeación, Mauricio Cárdenas, viajaron a la zona de distensión para explicar el Plan Colombia a los miembros de las FARC-EP.

#### Propuesta de Carlos Castaño
En el mes de marzo fue reproducida al aire una entrevista al jefe del grupo paramilitar de las Autodefensas Unidas de Colombia (AUC), Carlos Castaño Gil donde mostró su rostro a la opinión pública por primera vez y aceptó su participación en hechos atroces y en el negocio del narcotráfico para financiar su guerra contra las guerrillas de las FARC-EP, ELN y EPL. Castaño propuso que su organización también fuera incluida en los diálogos de paz que el gobierno del presidente Pastrana y las FARC-EP llevaban a cabo en la zona de distensión, ya que según él, para lograr la paz en Colombia se tenía que incluir a todos los actores armados del conflicto.
El 4 de marzo, el expresidente de Colombia Belisario Betancur se reunió con el vocero de las FARC-EP Raúl Reyes en el caserío de La Sombra.

#### Renuncia de comisionado de paz Víctor G. Ricardo
El 26 de abril de 2000, el presidente Pastrana le aceptó la renuncia al comisionado de paz Víctor G. Ricardo. En su lugar el presidente Pastrana nombró a Camilo Gómez, quien era su secretario privado.

#### Movimiento Bolivariano por la Nueva Colombia (MBNC)
El 29 de abril de 2000, las FARC-EP anunciaron el lanzamiento de su brazo político, al que llamaron el Movimiento Bolivariano por la Nueva Colombia (MBNC). A la reunión ocurrida dentro de la zona de distensión, en San Vicente del Caguán, asistieron todos los miembros del Secretariado de las FARC-EP, incluyendo a Manuel Marulanda y Alfonso Cano, también asistieron algunos miembros del Estado Mayor de las FARC-EP.

#### El caso del 'collar bomba' y prórroga de zona de distensión
El 16 de mayo del año 2000 un grupo secuestra a la campesina Ana Elvia Cortés con la intención de extorsionarla en su finca en el departamento de Boyacá. Los individuos le apretaron con candados un tubo en forma de collar forrado de explosivos al cuello con el fin de presionarla a que pagara. Finalmente dejaron a la mujer con el explosivo en el cuello y escaparon. Las autoridades colombianas fueron informadas del hecho, pero al tratar de desactivar el collar, la carga explotó y asesinó a la mujer. El gobierno colombiano culpó a las FARC-EP de perpetrar el atentado. Las FARC-EP rechazaron tener algo que ver con el atentado. Posteriormente se comprobó que fue una acción de delincuencia organizada.
El 22 de mayo siguiente, el gobierno suspendió las negociaciones de paz con las FARC-EP hasta que se esclareciera la autoría del crimen del "collar bomba". Días después, el gobierno reconoció que no fue una acción de las FARC-EP. El gobierno extiende el plazo de la zona de distensión hasta el 7 de diciembre de 2000.

#### Las Leyes de las FARC-EP
El 25 de mayo de 2000, el jefe de las FARC-EP y negociador en los diálogos, Iván Márquez, anunció que el jefe máximo de las FARC-EP sancionaría leyes para 'establecer orden y justicia en Colombia'.
En abril las FARC-EP optaron por empezar a actuar como un Estado independiente, según ellos para ejercer beligerancia, publicando 'leyes' y administrando 'justicia'.

"Vamos a meterle mano a uno de los problemas de fondo nacionales ya que la Justicia no está cumpliendo con sus funciones y nosotros como gobierno sí lo podemos hacer para poner orden en este país (...) [las leyes] no van en contra del proceso de paz ni del pueblo sino contra la oligarquía".
 Iván Márquez.

|                          | Descripción |
| ------------------------ | --- |
| 'Ley 001'                | Reforma agraria: Expropiar a grandes terratenientes para entregárselas según ellos a los campesinos más pobres. Según dijo Iván Márquez, las FARC-EP tenían control territorial sobre 200 de 1090 municipios de Colombia. |
| 'Ley 002'                | Tributaria: Imponer un impuesto del 10% a todas aquellas empresas o personas, nacionales o extranjeras, que tengan en Colombia más de un millón de dólares de patrimonio. El jefe de las FARC-EP, Iván Márquez, dijo que quien no se presentara ante el secretariado de las FARC-EP a cumplir con el 'impuesto revolucionario' sería retenido (secuestrado). La ley fue célebremente anunciada públicamente por alias Mono Jojoy, que además dijo "nosotros estamos por fuera de la constitución". |
| 'Ley 003'                | Anti-corrupción: Sancionaría y castigaría a los políticos y funcionarios que las FARC-EP consideren vinculados a la corrupción que afecta a las instituciones públicas. |
| 'Tribunales de Justicia' | Según las FARC-EP, el jefe de las FARC-EP, Manuel Marulanda sancionaría las leyes con un sistema sancionatorio con penas de detención indefinida, 'trabajos forzados en las zonas más pobres del país en donde los políticos se roban los recursos del pueblo' la obligación de los condenados de devolver el 'dinero mal habido' y a indemnizar a los afectados con bienes propios. |

#### Viaje de comitiva a seminario en España
El 12 de junio de 2000, una comitiva conformada por alias Raúl Reyes de los voceros de las FARC-EP y del gobierno Pastrana Fabio Valencia Cossio, viajaron a España para asistir al denominado "Seminario Internacional Sobre el Proceso de Paz Colombiano". Al seminario también asistió el jefe guerrillero del Ejército de Liberación Nacional (ELN) alias Antonio García.

#### Propuestas de cese al fuego
El 20 de junio de 2000, los negociadores del gobierno Pastrana y de las FARC-EP anunciaron el intercambio mutuo de propuestas para lograr un cese de hostilidades como uno de los avances del diálogo de paz emprendido en Caracas. Actuando como delegado del gobierno Pastrana, Luis Guillermo Giraldo, se reunió con Raúl Reyes en Caracas. En reunión con el ministro de relaciones exteriores de Venezuela, José Vicente Rangel, las partes calificaron como "muy satisfactorias" las conversaciones secretas en Caracas y acordaron intercambiar propuestas para el cese de hostilidades el 3 de julio. En relación con el canje humanitario, las partes aclararon que dicho tema era solo tratado por el presidente Pastrana y por el jefe de las FARC-EP, Manuel Marulanda y valoraron el papel de facilitador del gobierno del presidente venezolano Hugo Chávez, el gobierno español de José María Aznar, Fidel Castro de Cuba e Hipólito Mejía de la República Dominicana. El jefe de las FARC-EP Raúl Reyes, anunció que iría a México como parte de su agenda internacional y confirmó que las FARC-EP no dejarían sus ataques armados durante los diálogos de paz con el gobierno a pesar de los avances. En relación con esto dijo "lamentablemente sigue muriendo gente en Colombia".

#### Secuestro de niños y ofensiva armada de las FARC-EP
El 7 de julio de 2000, el fiscal general de la Nación, Alfonso Gómez Méndez, aseguró tener pruebas de que dos niños secuestrados estaban en poder de las FARC-EP y estaban exigiendo una cuantiosa suma de dinero. Las FARC-EP se ofrecieron a ayudar con la investigación. Mientras tanto, el Consejo Gremial le pide al gobierno Pastrana que condicione las negociaciones a la liberación masiva de secuestrados mantenidos por las FARC-EP.
El 17 de julio de 2000, las Fuerzas Militares de Colombia revelaron un informe en el que destacan que desde que se inició la zona de distensión las FARC-EP habían realizado 45 acciones armadas, contra 24 municipios periféricos a la zona, con lo que habían obligado al retiro de la Policía Nacional de Colombia de 10 poblaciones.

#### Secuestro deOscar Tulio Lizcano
El 5 de agosto de 2000 el congresista Oscar Tulio Lizcano es secuestrado por guerrilleros de las FARC-EP en un retén ilegal del municipio de Riosucio (Caldas) y es incluido en la lista de los canjeables. Sectores políticos y militares exigen al presidente Pastrana que paralice el proceso de paz.

#### Secuestro de avión de Satena
El 7 de septiembre se discute en la mesa de diálogo sobre el canje de militares secuestrados por guerrilleros presos y del cese al fuego y hostilidades. El 8 de septiembre del 2000, el guerrillero de las FARC-EP Arnubio Ramos, que era trasladado de una prisión de Bogotá, secuestra el avión en el que era transportado hacia la ciudad de Neiva para ser enjuiciado. Ramos hace desviar el avión a San Vicente del Caguán en la zona de distensión, donde vuelve a refugiarse con las FARC-EP. El gobierno del presidente Pastrana suspende las negociaciones y exige la entrega del secuestrador, pero las FARC-EP se niegan a entregarlo.
El 16, 17 y 18 de octubre, el gobierno del presidente Pastrana y diferentes ONG se reunieron en San José de Costa Rica para hablar sobre los diálogos de paz en Colombia. A la reunión asistieron representantes de la guerrilla del ELN, pero las FARC-EP se negaron a presentarse.
Las FARC-EP realizan un 'paro armado' (ofensiva armada) en el departamento de Putumayo, donde el gobierno de Estados Unidos y Colombia acordaron llevar a cabo planes antidrogas. Las FARC-EP llamaron a eliminar el componente militar del Plan Colombia. Las FARC-EP prohibieron todo tipo de tráfico terrestre y fluvial en el Putumayo, lo que generó escasez de alimentos, agua potable y combustible (se extiende hasta diciembre).

#### Reanudación de los diálogos de paz
El 24 de octubre de 2000, funcionarios del gobierno Pastrana y los negociadores de las FARC-EP lograron reanudar el proceso de paz. Mes y medio después del secuestro del avión de Satena, el 26 de octubre, el gobierno y las FARC-EP reanudaron las negociaciones con la creación de un comité para solucionar el caso del secuestro del avión.

#### Congelación de diálogos por las FARC
El 7 de noviembre terminó el primer ciclo de audiencias públicas en el municipio de San Vicente del Caguán. El 14 de noviembre de 2000 Las FARC-EP anunciaron la "congelación indefinida" de las negociaciones hasta que el gobierno del presidente Pastrana no mostrara resultados en la lucha contra las paramilitares de las Autodefensas Unidas de Colombia. El 18 de noviembre, empresarios colombianos le pidieron al gobierno Pastrana no seguir negociando con las FARC-EP sin que hubiera un cese al fuego por parte de la organización guerrillera.
El 22 de noviembre el presidente Pastrana oficializó la conformación del 'Frente común por la Paz'.
- Wikisource contiene obras originales de o sobre Diálogos de paz entre el gobierno de Andrés Pastrana y las FARC-EP.

| Integrantes Frente Común por la paz |
| --- |
| - Mario Uribe Escobar. Presidente del Congreso. - Horacio Serpa Uribe. Candidato presidencial. - Ciro Ramírez Pinzón. Senador de la República. - Luis Fernando Alarcón - Antonio Navarro Wolff. Candidato presidencial. - Samuel Moreno Rojas. Senador de la República. - Luis Guillermo Giraldo. Miembro de la dirección nacional del partido Liberal |

El 28 de noviembre de 2000, la hija del empresario Luis Carlos Villegas y presidente de la Asociación Nacional de Industriales (ANDI), Juliana Villegas Restrepo, fue secuestrada por las FARC-EP cuando salía de clases en la Universidad Javeriana de Bogotá. El presidente Pastrana intercedería tiempo después por su liberación directamente con Manuel Marulanda.

#### Prórroga de zona de distensión del 6 de diciembre
El 4 de diciembre de 2000, el dirigente conservador y exministro de desarrollo, Fernando Araujo, fue secuestrado por las FARC-EP en la ciudad de Cartagena de Indias. El 6 de diciembre: el presidente Pastrana extendió el plazo para el término de la zona de distensión por 55 días de la zona desmilitarizada. El presidente Pastrana les otorga a las FARC-EP un período menor a los anteriormente decretados para presionar avances de las FARC-EP en las negociaciones.

### Año 2001

#### Asesinato de Diego Turbay Cote

Mapa de la producción de coca en Colombia en 2001.

El congresista Diego Turbay Cote, su madre y cinco personas más fueron asesinados el 29 de diciembre de 2000 por un comando armado mientras se desplazaban por una carretera. Turbay Cote era miembro de la Comisión de Paz de la Cámara de Representantes del Congreso. Al 2 de enero, el fiscal general de la nación, Alfonso Gómez, aseguró que no ha recibido ninguna prueba concreta ni supuestas grabaciones hechas por la policía en que comprobaran que las FARC-EP habrían perpetrado el asesinato de Turbay, su madre Inés Cote, y a cinco de sus acompañantes, en el departamento de Caquetá. El 4 de enero de 2001, el gobierno del presidente Pastrana le pide a las FARC-EP aclarar si tenían responsabilidad en el asesinato. Según pobladores de la zona donde ocurrió el asesinato, los perpetradores habrían sido el Frente 14 de las FARC-EP.
El Frente Común por la Paz, que integra a representantes de varios partidos políticos, le pidieron al presidente Pastrana que introdujera cambios en el proceso de negociación con las FARC-EP tras el asesinato de Turbay, quien era presidente de la comisión de paz de la Cámara de Representantes del Congreso. El Alto Comisionado para la Paz, Camilo Gómez, se reunió después con representantes de las FARC-EP.

#### Negociaciones en crisis
El 14 de enero de 2001, el vocero de las FARC-EP alias Raúl Reyes anunció que las FARC-EP liberarían unilateralmente a policías y militares que dicha organización mantiene secuestrados como gesto para fortalecer los diálogos.
El 17 de enero de 2001, el jefe de las FARC-EP, Manuel Marulanda, pidió, a través de una carta de once puntos al presidente Pastrana y difundida a través de los medios de comunicación, la prórroga indefinida para la zona de distensión. Adicionalmente las FARC-EP piden al gobierno mayores resultados contra el paramilitarismo, de lo contrario se abstendrán de dialogar. El 21 de enero, el Alto Comisionado para la Paz, Camilo Gómez, se reunió con miembros de las FARC-EP para analizar la propuesta de las FARC-EP de prorrogar la zona de distensión hasta el final del mandato del presidente Pastrana, el 7 de agosto de 2002.
El 22 de enero, el presidente Pastrana, mientras realizaba una gira por Francia y Suecia como parte del Foro Económico Mundial en Davos, pidió a las FARC-EP reanudar las negociaciones a cambio de prorrogar el territorio desmilitarizado o zona de distensión. El jefe de las FARC-EP, Manuel Marulanda, responde defendiendo los avances para lograr la liberación de prisioneros, a pesar de que 'no hay negociación'. Marulanda mandó una proposición al gobierno de tres partes:

1. Un acuerdo para intercambiar soldados y guerrilleros enfermos.
2. Las FARC liberarían de manera unilateral a 50 o más soldados retenidos.
3. El gobierno y las FARC se reunirían para discutir la suerte de los guerrilleros sindicados de terrorismo y secuestro por fuera del combate.

El gobierno colombiano, en carta enviada por el comisionado de paz Camilo Gómez propuso "un mecanismo que evite el uso de la congelación ante circunstancias externas que afectan la mesa en un diálogo en medio del conflicto (...) El mecanismo consistiría en una mesa integrada por cinco personas- colombianas y extranjeras- que permite solucionar las dificultades sin que las partes abandonen la mesa (...) También propone que el tema del secuestro no quede por fuera de las negociaciones y que se cree una comisión que evalúe la situación de la zona de distensión".
Con la negativa de Manuel Marulanda y las FARC-EP, el 23 de enero, el Ejército Nacional de Colombia anunció la movilización de 2500 soldados hacia la frontera de la zona de distensión acantonados en Puerto Rico (Meta) donde se prepararon para montar un cerco a la zona ocupada por las FARC-EP. El 24 de enero, la Corte Constitucional de Colombia refrendó la facultad del presidente Pastrana para crear 'zonas de distensión' o desmilitarizadas. El 30 de enero un guerrillero desertor de las FARC-EP, secuestró un avión con 30 pasajeros y lo obligó a aterrizar en la ciudad de Bogotá, donde fue arrestado por las autoridades del gobierno.

#### Prórroga de zona de distensión del 31 de enero
Después de análisis y consultas con el Frente Común por la Paz y la Violencia, con distintos sectores del país y con otros gobiernos, el 31 de enero, el presidente Pastrana anunció que le otorgaba una prórroga por cuatro días más a la zona de distensión, hasta el 4 de febrero, con el fin de reunirse con el jefe de las FARC-EP Manuel Marulanda y discutir el futuro del proceso de paz.
El 1 de febrero de 2001, las Fuerzas Militares de Colombia llevan a cabo la Operación Gato Negro en el departamento de Guainía con el fin de capturar al jefe de las FARC-EP, alias Negro Acacio. En la operación no se detuvo al guerrillero, pero las autoridades detienen a su socio, el capo brasileño Fernandinho Beira-Mar. El gobierno comprueba por primera vez la participación de altos mandos de las FARC-EP en el negocio del narcotráfico.

#### Prórroga de zona de distensión del 4 de febrero
Para el 2 de febrero de 2001, el jefe de las FARC-EP, Manuel Marulanda aceptó reunirse con el presidente Pastrana para el día 8 de febrero. El 3 de febrero el presidente Pastrana envió una carta a Manuel Marulanda con el comisionado de paz Camilo Gómez aceptando la fecha de las FARC-EP para reunirse. Al día siguiente, el presidente Pastrana le otorgó otra prórroga a la zona de distensión hasta el 9 de febrero de 2001 y viajó a la zona de distensión para hablar con autoridades locales. El jefe e ideólogo de las FARC-EP, Alfonso Cano se refirió al tema de la expansión del paramilitarismo y la condición para que el gobierno Pastrana reforzara el combate contra dichos grupos; "cada día hay más masacres paramilitares (...) esas actividades no puede ser indefinida".
En un comunicado de Manuel Marulanda leído por Alfonso Cano, el jefe de las FARC-EP propuso que la agenda de la reunión incluyera cuatro puntos: 

1. intercambio de prisioneros
2. el paramilitarismo
3. los alcances del Plan Colombia
4. análisis de la situación de las negociaciones.

#### Acuerdo de Los Pozos y prórroga de zona de distensión del 9 de febrero
La cita se cumplió el 8 y 9 de febrero de 2001, Pastrana y Marulanda se reunieron en la localidad de Los Pozos, en la zona de distensión. Dialogaron sobre el intercambio de prisioneros por secuestrados, la lucha contra los paramilitares, los resultados el proceso de paz y el Plan Colombia. Pastrana y Marulanda se reunieron por espacio de dos días en un esfuerzo por encaminar el proceso de paz que se alcanzaba un punto crítico, ya que las FARC-EP habían abandonado la 'mesa de negociaciones', exigiéndole al gobierno Pastrana ser más efectivo contra los grupos paramilitares. Las FARC-EP tenían dudas sobre el Plan Colombia y el poco progreso tras dos años de conversaciones infructíferas.
El gobierno de Pastrana fue presionado por sondeos de opinión pública, ya que en Colombia se recrudecía la violencia y demasiadas concesiones y prórrogas a las FARC-EP sin que pararan el accionar armado, resultaba impopular.
Tras la reunión Pastrana y Marulanda acordaron crear el 'Comité de vigilancia', un comité con portavoces de ambas partes en la 'mesa de diálogo' para que estudie los hechos que afectaban la sustentabilidad de los diálogos y asegurara la no interrupción de estas. También se acordó invitar a un grupo de 'países amigos y organismos internacionales' para que visitaran Colombia y apoyaran los diálogos. Las reuniones entre delegados del gobierno y las FARC-EP se intensificarían a tres veces por semana.
El presidente Pastrana pidió al jefe de las FARC-EP, Manuel Marulanda la liberación de Juliana Villegas, hija del presidente de la ANDI, secuestrada en noviembre de 2000 por las FARC-EP. Marulanda accede a liberarla, a pesar de la oposición del Mono Jojoy.

#### Entrega de niños y niñas retenidos por las FARC-EP
El 12 de febrero de 2001, el Mono Jojoy anunció a sus guerrilleros que las FARC-EP sacarían a todos los menores de edad en las filas de la organización guerrillera.
El 15 de febrero de 2001, las FARC-EP le entregan al gobierno Pastrana 62 menores de edad que la organización armada mantenía como combatientes. Entre los niños había menores entre los 13 y 16 años de edad, con experiencia de dos a cuatro años combatiendo para las FARC-EP. Los menores fueron entregados por las FARC-EP a una 'comisión humanitaria', en un acto al que los guerrilleros catalogaron como una hecho de 'buena voluntad' de su parte. La Comisión humanitaria fue acondicionada en un lugar preparado por la oficina de Reinserción de la Presidencia con ayuda de la Unicef con fondos de la Unión Europea, y estuvo integrada por la embajadora de Austria en Colombia, Marianne de Costa Silva, la directora del programa presidencial de reinserción, Gloria Quiceno (exguerrillera del M-19) y autoridades civiles de municipio de La Uribe, departamento de Meta. El presidente de la Cámara de Representantes, Basilio Villamizar y el miembro de la dirección nacional del partido Liberal Luis Guillermo Vélez se declararon complacidos con la acción y la calificaron como hecho de paz. Los niños y niñas, algunas embarazadas, recibirían tratamiento médico y psicológico, para luego ingresarlos a un programa de albergue para vivir y colegios para estudiar.
El 6 de abril, la Fiscalía General de la Nación inició una serie de investigaciones contra el secretariado de las FARC por reclutamiento de menores.

#### Países amigos y Comisión Facilitadora de las Negociaciones
El 5 de abril de 2001, el gobierno Pastrana y las FARC-EP crearon la 'Comisión de Acompañamiento a la Mesa Nacional de Diálogo y Negociación', también llamada 'Comisión Facilitadora de las Negociaciones'. Se organizó un grupo de países amigos y organismos internacionales, por acuerdo del gobierno Pastrana y las FARC-EP, que fue conformada por 26 países, además de los delegados especiales del Secretario General Naciones Unidas Kofi Annan y de la Unión Europea. Conformada por los 10 Países Amigos y Facilitadores, la Iglesia católica y un Asesor Especial de las Naciones Unidas. Su función fue básicamente asistir a las reuniones de la 'Mesa Nacional de Diálogo'. Los 10 países amigos y facilitadores estuvo conformado por Canadá, Cuba, España, Francia, Italia, México, Noruega, Suecia, Suiza y Venezuela.
| Países amigos y organismos internacionales. | Líderes políticos. |
| --- | --- |
| Primer grupo 1. Canadá 2. Cuba 3. España 4. Francia 5. Italia 6. México 7. Noruega 8. Suecia 9. Suiza 10. Venezuela Segundo grupo 1. Alemania 2. Austria 3. Bélgica 4. Brasil 5. Costa Rica 6. Chile 7. Dinamarca 8. Ecuador 9. Finlandia 10. Japón 11. Países Bajos 12. Panamá 13. Perú 14. Portugal 15. Reino Unido 16. Santa Sede 17. Organización de las Naciones Unidas 18. Unión Europea | Primer grupo 1. Jean Chrétien 2. Fidel Castro 3. José María Aznar 4. Jacques Chirac 5. Massimo D'Alema / Giuliano Amato / Silvio Berlusconi 6. Ernesto Zedillo / Vicente Fox 7. Kjell Magne Bondevik / Jens Stoltenberg 8. Göran Persson 9. Consejo Federal de Suiza 10. Hugo Chávez Segundo grupo 1. Helmut Kohl / Gerhard Schröder 2. Thomas Klestil 3. Jean-Luc Dehaene / Guy Verhofstadt 4. Fernando Henrique Cardoso 5. José María Figueres Olsen / Miguel Ángel Rodríguez Echeverría 6. Eduardo Frei Ruiz-Tagle/ Ricardo Lagos Escobar 7. Poul Nyrup Rasmussen / Anders Fogh Rasmussen 8. Jamil Mahuad / Lucio Gutiérrez /Gustavo Noboa 9. Paavo Lipponen 10. Keizō Obuchi / Yoshirō Mori / Yoshirō Mori 11. Wim Kok 12. Ernesto Pérez Balladares / Mireya Moscoso 13. Alberto Fujimori Fujimori / Valentín Paniagua Corazao / Alejandro Toledo Manrique 14. Jorge Sampaio 15. Tony Blair 16. Juan Pablo II 17. Kofi Annan 18. Romano Prodi |

El 22 de abril de 2001, delegatarios de 23 países aceptaron invitación por parte de la Mesa de Negociación para ir a la zona de distensión del Caguán. El 9 de marzo, el gobierno Pastrana y las FARC-EP acordaron crear la Comisión Facilitadora para las negociaciones entre las FARC-EP y el gobierno Pastrana, estuvo integrada por delegados de:
| País      | Individuo(s).                                                                         | Función(es).                        |
| --------- | ------------------------------------------------------------------------------------- | ----------------------------------- |
| Canadá    | Michel Harvey                                                                         | Embajador de Canadá en Colombia.    |
| Cuba      | Luis Hernández Ojeda                                                                  | Embajador de Cuba en Colombia.      |
| España    | Yago Pico de Coaña y Valicourt                                                        | Embajador de España en Colombia.    |
| Francia   | Daniel Parfait                                                                        | Embajador de Francia en Colombia.   |
| Italia    | Felice Scauso                                                                         | Embajador de Italia en Colombia.    |
| México    | Andrés Valencia Benavides (1997-2001) Luis Ortiz Monasterios Castellanos (2001-2003). | Embajadores de México en Colombia.  |
| Suiza     | Viktor Christen                                                                       | Embajador de Suiza en Colombia.     |
| Venezuela | Roy Chaderton                                                                         | Embajador de Venezuela en Colombia. |
| Noruega   |                                                                                       |                                     |
| Suecia    |                                                                                       |                                     |

El objetivo de la Comisión facilitadora era el de coordinar reuniones semestrales del grupo de 26 países o "Países Amigos del Proceso de Paz". La comisión buscó incentivar la cooperación y que actuaría por consenso pero con un país que mantuviera la coordinación. La función de país coordinador se rotaría cada dos meses, y actuaría con "la discreción y confidencialidad propia del trabajo de buenos oficios", trabajando diligentemente en acompañar el proceso de diálogo a manera de testigo neutral. En momentos de tensión asumió también funciones de facilitación y mediación.
Otras personalidades que participaron o influyeron de alguna manera en los diálogos fueron:
| Afiliación                          | Individuos relacionados con los diálogos                                        | Perfil |
| ----------------------------------- | ------------------------------------------------------------------------------- | --- |
| Suecia                              | Mika Fruiley                                                                    | |
| México                              | Gabriel Carvajal                                                                | |
| Santa Sede                          | - Giorgio Lingua - Alberto Giraldo - Beniamino Stella - Francisco Javier Múnera | - Encargado de la Secretaría de Estado de la Santa Sede para el proceso de paz en Colombia. - Presidente de la Conferencia Episcopal - Nuncio apostólico en Bogotá. - Obispo de San Vicente del Caguán. |
| Austria                             | Marianne Da Costa de Moraes                                                     | Embajadora de Austria en Colombia. |
| Reino Unido                         | Jeremy Thorp                                                                    | Embajador del Reino Unido en Colombia. |
| Alemania                            | Peter Carl Von Jagow                                                            | Embajador de Alemania en Colombia. |
| Suiza                               | Jean Pier Gontard                                                               | Emisario del gobierno suizo. |
| Francia                             | Nöel Sáez                                                                       | Emisario del gobierno francés. |
| Venezuela                           | - Hugo Chávez - Ramón Rodríguez Chacín                                          | - Presidente de Venezuela. Se reunió con el jefe de las FARC-EP, Raúl Reyes de forma secreta a petición del gobierno Pastrana en Caracas. Luego se reunió con un jefe guerrillero no identificado en una zona fronteriza entre Colombia y Venezuela. El 9 de mayo de 2001, se ofreció para mediar en el acuerdo humanitario, lo que fue bienvenido por Raúl Reyes, pero no por el gobierno. Compartía ideologías con las FARC-EP y participaban del Foro de Sao Paulo. - Funcionario al servicio de Hugo Chávez. Visitó en numerosas ocasiones la zona de distensión, por lo que levantó sospechas en el gobierno Pastrana. |
| Organización de las Naciones Unidas | - Kofi Annan - James Lemoyne                                                    | - Secretario-General de las Naciones Unidas. - Asesor especial del secretario general de la ONU. |
| Estados Unidos                      | - Bill Clinton - George W. Bush - Myles Frechette                               | - En 1997, el presidente Clinton declaró terroristas a las FARC-EP. Apoyó la iniciativa del Plan Colombia del presidente Pastrana. - El presidente Bush continuó las políticas de Clinton, siguiendo un acuerdo bipartidista que mantuvo una agenda única hacia Colombia en cuanto a las FARC-EP. - Emabajador de Estados Unidos en Colombia |

Mientras tanto, el 30 de abril de 2001, el vocero de las FARC-EP alias Raúl Reyes anunció que "si el presidente Pastrana no cumplía con los acuerdos de Los Pozos, firmado el pasado 8 de febrero durante su encuentro con Manuel Marulanda, el proceso de paz con la guerrilla de las FARC-EP no va a avanzar", además del tema tratado sobre el acuerdo humanitario.

#### Comisión de Personalidades (Comisión de Notables)
El 9 de mayo el presidente venezolano lanzó una propuesta para mediar y liberar a los militares y policías secuestrados por las FARC-EP en el acuerdo humanitario. El vocero de las FARC-EP, Raúl Reyes le pareció la propuesta.
El 11 de mayo de 2001, la Mesa de Diálogo y Negociación conformada por negociadores del gobierno colombiano y miembros de las FARC-EP creó una comisión con el propósito de "formular recomendaciones para acabar con los paramilitares y disminuir la intensidad del conflicto". La Comisión de Notables tenía como objetivo desarrollar el Acuerdo de Los Pozos del pasado 9 de febrero. La Mesa de Negociación le pidió a la Comisión de Notables preparar en 90 días un informe confidencial con las conclusiones. La Mesa de Diálogo también designó a un negociador de cada bando para que se verificara el uso correcto de la zona de distensión; Luis Fernando Criales por el gobierno y Simón Trinidad por las FARC-EP.
| 'Notable'              | Perfil                               |
| ---------------------- | ------------------------------------ |
| Vladimiro Naranjo      | Jurista                              |
| Ana Mercedes Gómez     | Periodista (renunció a la comisión). |
| Carlos Lozano Guillén  | Director del Semanario Voz           |
| Alberto Pinzón Sánchez | Médico y Antropólogo                 |

La comisión de notables entregó su informe el 27 de septiembre de 2001. En el informe los notables recomendaron la necesidad de cambiar el esquema de negociación, empezando por seis meses de cese al fuego bilateral durante el cual se analizaría la agenda para la paz para fijar posiciones claras para luego enfocar a una constituyente.

#### Acuerdo deCanjede presos por secuestrados
EL 2 de junio de 2001,e el gobierno Pastrana y jefes de las FARC-EP firmaron el primer acuerdo humanitario, para la liberación de policías y soldados en poder de las FARC-EP y la excarcelación de guerrilleros por el gobierno.
El 10 de junio de 2001, el dirigente liberal Luis Eladio Pérez fue secuestrado por las FARC-EP en el departamento de Nariño.
El 16 de junio de 2001, las FARC-EP liberó a 29 miembros del Ejército Nacional y de la Policía Nacional que mantenía secuestrados. Los miembros de la fuerza pública colombiana fueron entregados en algún lugar de la zona de distensión a los negociadores del gobierno Pastrana Camilo Gómez, Jorge Mario Eastman y Fernando Criales en cumplimiento de un acuerdo humanitario suscrito por las partes para liberar a combatientes enfermos. Otros 34 fueron liberados también eventualmente para totalizar 63, lo que constituyó la primera fase de liberaciones dentro del acuerdo.
El gobierno por su parte excarceló a once guerrilleros a petición de las FARC-EP. Los miembros de las FARC-EP fueron excarcelados y entregados por las autoridades al Comité Internacional de la Cruz Roja (CICR) en Valledupar, departamento de César, y que presentaban síntomas de enfermedad. El 22 de junio las FARC-EP atacaron la base militar de Coreguaje en el departamento de Putumayo, en zona fronteriza con Ecuador dejando 30 militares y 26 rebeldes muertos. Al día siguiente, 23 de junio un comando de las FARC-EP asaltó con explosivos la Cárcel La Picota en Bogotá que provocó la fuga de 98 reclusos, incluyendo al jefe de las FARC-EP alias 'John 40'. La ofensiva de las FARC-EP incluyó una amenaza pública del jefe de las FARC-EP, alias Mono Jojoy, que amenazó con "trasladar la guerra a las ciudades". El gobierno Pastrana y la comitiva internacional de acompañamiento cuestionaron la voluntad de paz de las FARC-EP.
El 27 de junio de 2001, las partes anunciaron una liberación masiva de secuestrados, como segunda fase del acuerdo de liberaciones. Las FARC-EP liberarían como gesto de paz a 242 policías y militares que habían empezado a secuestrar a partir del año 1997 y que mantuvieron en campos de concentración en la selva a la intemperie. El comisionado de paz Camilo Gómez fue el encargado de recibirlos al día siguiente junto a una comitiva del Comité Internacional de la Cruz Roja (CICR) de parte de las FARC-EP. Con la liberación, las FARC-EP mantuvieron a cerca de otros 150 militares y policías.

#### FARC-EP intensifican acciones
El 15 de julio de 2001, el exgobernador del departamento del Meta, Alan Jara fue secuestrado cuando viajaba en un vehículo de las Naciones Unidas por guerrilleros de las FARC-EP. Días después, el 26 de julio de 2001, las FARC-EP asaltaron el edificio "Miraflores" en la ciudad de Neiva, capital del departamento de Huila y secuestran a los dos hijos del senador Jaime Lozada, a su esposa, Gloria Polanco, y a doce personas más. El 20 de julio de 2001, el candidato liberal a la presidencia Horacio Serpa anunció que iría a la zona de distensión a entrevistarse con los líderes de las FARC-EP.
El 13 de agosto de 2001, en declaraciones a un medio de comunicación mexicano, el vocero de las FARC-EP, Raúl Reyes dijo que el presidente Pastrana había pedido al presidente mexicano Vicente Fox presionar a la comisión internacional de las FARC-EP en dicho país a petición del presidente estadounidense George W. Bush. Las FARC-EP mantenían una oficina en Ciudad de México a cargo de alias Olga Marín y Marcos Calarcá.
El 26 de agosto, el vocero de las FARC-EP, Raúl Reyes declaró ante medios de comunicación que las FARC-EP rechazaban la inclusión en la "agenda de diálogos la liberación de los tres cooperativistas alemanes secuestrados" en el departamento de Cauca, durante un encuentro con el alto comisionado para la paz Camilo Gómez. Para presionar el acuerdo humanitario, las FARC-EP, bajo órdenes de Manuel Marulanda y el Mono Jojoy, secretamente ordenaron el secuestro de varios políticos. Entre los políticos secuestrados figura Óscar Tulio Lizcano, secuestrado el 5 de agosto de 2000. El 28 de agosto de 2001, las FARC-EP secuestraron al senador Orlando Beltrán Cuéllar. El 10 de septiembre, una columna de las FARC-EP secuestró en el departamento de Huila a la representante a la Cámara Consuelo González de Perdomo.

#### Asesinato de Consuelo Araújo
El 29 de septiembre de 2001, guerrilleros de las FARC-EP asesinaron a la exministra de Cultura, Consuelo Araújo Noguera en zona rural de la ciudad de Valledupar, tras secuestrarla en una 'pesca milagrosa' y un fallido intento de rescate por parte del Ejército Nacional. Araújo provenía del corregimiento de Patillal, donde atendió ceremonias religiosas. Araújo, exministra de cultura, fue fundadora de la Fundación Festival de la Leyenda Vallenata, junto al expresidente de Colombia, Alfonso López Michelsen y el compositor vallenato Rafael Escalona. El festival es una de las fiestas de mayor arraigo popular en Colombia y Araujo gozaba de mucho aprecio en su región. Fue amiga personal del jefe guerrillero Simón Trinidad antes de que decidiera enlistarse en las FARC-EP.
El Presidente Pastrana, condenó el asesinato y planeó imponer mayores controles militares a las fronteras terrestre y fluviales de la zona de distensión, además de aumentar los sobrevuelos de aviones militares de reconocimiento.

#### Acuerdo de San Francisco de la Sombra
- Wikisource contiene obras originales de o sobre Diálogos de paz entre el gobierno de Andrés Pastrana y las FARC-EP.

El 5 de octubre de 2001 el gobierno Pastrana y las FARC-EP firmaron el Acuerdo de San Francisco de la Sombra. El acuerdo fue firmado por los portavoces del gobierno Pastrana y las FARC-EP en la Mesa Nacional de Diálogo y Negociación. El principal punto del acuerdo logrado fue el compromiso de estudiar cuanto antes un alto al fuego y de hostilidades.

#### Prórroga de zona de distensión del 7 de octubre
El 7 de octubre de 2001, el presidente Pastrana anunció una prórroga por 100 días más de la zona de distensión, hasta el 20 de enero de 2002.

#### Suspensión de diálogos
El 17 de octubre, sin embargo, las FARC-EP dijeron que no regresaban a los diálogos en protesta contra los controles militares sobre la zona de distensión que Pastrana había establecido el 7 de octubre de 2001 y se levantaron de la Mesa de Diálogo.
La Unión Europea emitió un comunicado el 7 de diciembre en el que advirtió a las FARC-EP que suspendería las visas y permisos de permanencia a los negociadores de las FARC-EP en Europa si el proceso de diálogo se rompía.
El 23 de diciembre, el vocero de las FARC-EP, Raúl Reyes, dijo en un comunicado que las FARC-EP mantendrían su decisión de no liberar a los 49 oficiales y suboficiales de la Policía y el Ejército que mantenían secuestrados hasta que no se diera un nuevo acuerdo humanitario donde guerrilleros presos sean puestos en libertad.

#### Reanudación de diálogos
El 24 de diciembre de 2001, el comisionado de paz, Camilo Gómez viajó a la zona de distensión donde se reunió con los negociadores de las FARC-EP. Después de la reunión anunció que los diálogos de paz continuaban.

### Año 2002

#### Negociaciones en crisis
El 3 de enero de 2002, los negociadores del gobierno Pastrana y las FARC-EP se reencontraron en la mesa de negociación en El Caguán, después de casi 3 meses de suspensión de los diálogos por las diferencias sobre los controles militares en esa región desmilitarizada y por la falta de acuerdos para un cese al fuego. En la reunión se encontraron el alto comisionado para la paz Camilo Gómez y el vocero de las FARC-EP, alias Raúl Reyes. Las conversaciones no avanzaban ya que ambos lados insistían en discutir el mismo punto en el que no se ponían de acuerdo. Dejaron pasar un fin de semana, pero al regresar a la mesa de diálogo, ambos bandos mantenían sus posiciones. El comisionado entonces, llamó al presidente Pastrana y le contó lo que sucedía a lo que Pastrana reaccionó diciendo que solo les daba 48 horas para salir de la zona de distensión. Raúl Reyes se comunicó con alias Manuel Marulanda, y terminaron pidiendo calma y un poco de tiempo. Gómez les dio el ultimátum y elaboró un comunicado para leerlo ante los periodistas. Raúl Reyes lo llamó a un lado y le pidió que se calmara. Llamó por radioteléfono al máximo comandante de las FARC-EP, Manuel Marulanda, y pidieron plazo hasta el día siguiente, a lo que Pastrana aceptó.
El 8 de enero de 2002, los delegados del gobierno y las FARC-EP no lograron avances en las negociaciones. Pasan 10 horas deliberando. Las FARC-EP enviaron nueve cartas abiertas al presidente Pastrana, al secretario de la ONU Kofi Annan, al Congreso de Colombia y a la jerarcas de la Iglesia católica, responsabilizando al gobierno del presidente Pastrana del fracaso de los diálogos. El 9 de enero el comisionado de paz Camilo Gómez da por terminado el proceso de diálogos.

8 de enero de 2002

El Estado Mayor Central de las Fuerzas Armadas Revolucionarias de Colombia, Ejército del Pueblo FARC-EP, manifiesta:
Los cambios unilaterales frente a las garantías que le dan sustento a la Zona Desmilitarizada anunciados en la alocución presidencial el pasado 7 de octubre, son el principal obstáculo del proceso, y mientras no se revisen será imposible avanzar, como es el deseo de la mayoría de los colombianos.
En el transcurso de los tres meses de parálisis del proceso las FARC-EP han presentado diversas propuestas que no han sido tenidas en cuenta por parte del Gobierno Nacional. Por el contrario ha extremado las medidas anunciadas, que lo único que generan es incomodidad y alteración de la vida normal de los pobladores como consecuencia del control exagerado al ingreso de remesas, medicinas, mercancías y la libre movilización. Asimismo, hemos escuchado por boca de los representantes del Gobierno y los Altos Mandos militares la afirmación de que no están dispuestos a negociar ninguna de las medidas anunciadas por el presidente en su alocución.
Cabe deducir que lo que se busca con el cambio unilateral de las medidas sobre el funcionamiento de la Zona es enredar el proceso en el debate de los mecanismos y procedimientos, para impedir que se aborde en la Mesa la discusión de los temas políticos, económicos y sociales que preocupan al común de los colombianos, tales como la reforma del régimen político, el desempleo, la salud, la vivienda, la educación, la redistribución del ingreso, las reformas pensional y laboral, entre otros.
Mientras el Régimen persista en la idea de unos diálogos limitados a pactar únicamente las condiciones de rendición de la insurgencia, va a ser muy difícil adelantar el proceso. La solución política del conflicto social y armado en nuestro país pasa por la realización de cambios profundos en el sistema económico, y en el régimen político y social que eviten que Colombia caiga por el despeñadero como ocurrió en Argentina.
Manifestamos nuestra disposición de continuar buscando salidas a la actual situación. Dentro del espíritu que nos anima, el Comandante Manuel Marulanda el día de hoy ha enviado una carta al señor Presidente, con una propuesta dirigida a buscar salidas al actual estancamiento.
Estamos seguros que el señor Presidente sabrá tomar la decisión más conveniente para el país el próximo 20 de enero.
Estado mayor Central de las FUERZAS ARMADAS REVOLUCIONARIAS DE COLOMBIA. FARC-EP
Montañas de Colombia, 8 de enero de 2002

##### Mediación de James Lemoyne
- Wikisource contiene obras originales de o sobre Diálogos de paz entre el gobierno de Andrés Pastrana y las FARC-EP.

El 9 de enero de 2002, James Lemoyne, representante de Naciones Unidas en Colombia, inició gestiones durante dos días para evitar la ruptura de los diálogos. El 10 de enero, el presidente Pastrana le dio 48 horas a Lemoyne, para que realizara una "misión mediadora que permitiera rescatar el proceso". Lemoyne viajó a la zona de distensión y se reunió con los negociadores de las FARC-EP en la población de Los Pozos.
El presidente Pastrana emitió declaraciones al pueblo colombiano después de una reunión con el Frente Común por la Paz, informando sobre su decisión de mantener controles en la zona de distensión y afirmó que no eran negociables como los retenes militares, los sobrevuelos, la revisión de remesas y la autorización de la entrada de extranjeros. Según Pastrana los controles por fuera de la zona de distensión estaban vigentes desde el inicio de la zona. El presidente Pastrana responsabilizó a las FARC-EP de la ruptura de las negociaciones, llamó al pueblo colombiano a mantener calma ante la violencia y pidió confiar en las Fuerzas Militares colombianas. En relación con los habitantes de la zona de distensión y a los familiares de secuestrados por las FARC-EP, el presidente Pastrana le dijo: "quiero decirles que mantengan la calma, que el Gobierno no los va a abandonar. También debo recordar que el respeto a la población civil dentro de la zona de distensión ha sido un compromiso moral expreso del máximo comandante de las FARC-EP, que esperamos sea respetado en su integridad (...) A los familiares de las personas secuestradas, los militares, policías, civiles, extranjeros, hoy quiero asegurarles que vamos a continuar trabajando, sin descanso, por lograr la liberación de todos aquellos que están privados de la libertad en Colombia para que vuelvan a reunirse con sus familias".
Ante la situación, el presidente Pastrana se reunió con los comandantes de las fuerzas militares y con los embajadores de la Comisión de Países Facilitadores. Los diplomáticos solicitaron al presidente autorización para reunirse con los voceros de las FARC-EP en el Caguán. La comisión de Países Facilitadores le propuso al presidente una alternativa para salvar el proceso de negociación y lo convencen. La comisión se reunió con los voceros de las FARC-EP. Las FARC-EP, mientras tanto, difundieron un comunicado diciendo que el gobierno del presidente Pastrana había cerrado las puertas al diálogo y le propusieron llevar a cabo un acto público en la zona de distensión para devolverle los cinco municipios.
Dos días después, el 12 de enero, Lemoyne emitió un comunicado a través de los medios de comunicación colombianos diciendo que "parece inevitable una incursión del ejército a la llamada zona de distensión". El 13 de enero de 2002, las FARC-EP presentaron un proyecto para continuar con el proceso de paz. Pastrana rechazó la propuesta, pues ya el plazo dado había vencido. Al día siguiente, 14 de enero, la Comisión de Países Facilitadores llegaron al Caguán con la propuesta negociada con el gobierno Pastrana para evitar que se terminara el proceso de paz con las FARC-EP. La Comisión de Países Facilitadores se reunió con los voceros de las FARC-EP, el alto Comisionado para la Paz, Camilo Gómez y el Asesor Especial Juan Gabriel Uribe. Luego recorrieron las calles de San Vicente del Caguán y el comisionado dio parte de tranquilidad a los habitantes de la Zona. Luego se trasladó a las instalaciones del Batallón Cazadores a la espera de los resultados de la reunión entre los embajadores y los voceros de la guerrilla. Luego el gobierno Pastrana y las FARC-EP emitieron un comunicado conjunto:

El Gobierno Nacional y las FARC-EP agradecen al Grupo de Países Facilitadores, al Asesor Especial del Secretario General de las Naciones Unidas, al Nuncio Apostólico y al Presidente de la Conferencia Epíscopal por la gestión de facilitación adelantada y que permitió sacar adelante el reinicio del proceso de paz.

Esta noche hemos celebrado una primera reunión, en la que hemos acordado iniciar desde el próximo miércoles las discusiones, las cuales contarán hasta el 20 de enero con la presencia de dos delegados del Grupo de Países Facilitadores y del Asesor Especial de la ONU.
Los Pozos, enero 14 de 2002
Firman:
Por el Gobierno Nacional: Camilo Gómez y Juan Gabriel Uribe.
Por las FARC-EP: Raúl Reyes y Joaquín Gómez.

El Grupo de Países Facilitadores también emitió un comunicado:

'El Grupo de Países Facilitadores, integrado por Canadá, Cuba, España, Francia, Italia, Egipto, Noruega, Suecia, Suiza y Venezuela, reconoce los esfuerzos de las partes en el mantenimiento del proceso de paz, apoya con firmeza la salida política negociada al conflicto colombiano y está empeñada en la actual difícil coyuntura a hacer todo lo necesario para que el mismo continúe y se profundice.

El Grupo de Países Facilitadores ha constatado que:
A) El presidente de la República, Andrés Pastrana, ha manifestado que las garantías para el desarrollo de la negociación en la Zona de Distensión están dadas.
B) Las FARC-EP le han manifestado al Grupo de Países Facilitadores que aceptan las garantías para el desarrollo del diálogo y la negociación en la Zona de Distensión.
Así mismo, el Gobierno y las FARC-EP le han transmitido al Grupo de Países Facilitadores su determinación de poner en práctica de forma inmediata el Acuerdo de San Francisco de la Sombra y de llegar en breve plazo a acuerdos concretos.
Por lo anterior, el Grupo de Países Facilitadores expresa que existen las condiciones para reiniciar de inmediato los trabajos de la Mesa.
El Grupo de Países Facilitadores exhorta a las partes a confirmar los compromisos de esta declaración.

14 de enero de 2002'.

El 15 de enero, después de vencidos los dos plazos de 48 horas otorgados por el presidente Pastrana, los negociadores anunciaron que tenían hasta el 20 de enero.

#### Propuesta de alto al fuego
El 17 de enero, el presidente Pastrana le envió a las FARC-EP una propuesta de cronograma para disminución del conflicto y tregua. Al día siguiente, el 18 de enero, los negociadores del gobierno Pastrana y las FARC-EP se reunieron con la Comisión de Países Facilitadores y definieron las funciones del acompañamiento internacional en la reunión planeada para el 19 de enero, donde se trataría el cronograma. Entre el 19 y 20 de enero de 2002, el gobierno Pastrana y las FARC-EP se reunieron y lograron un acuerdo para buscar una tregua antes del 7 de abril. El 20 de enero, el gobierno Pastrana y las FARC-EP crearon un acuerdo sobre la conformación de una 'Comisión Internacional de Acompañamiento' para verificar los acuerdos y superar cualquier inconveniente dentro del Acuerdo de cronograma de consenso para el futuro del proceso de paz. Pastrana dio un discurso a la opinión pública sobre lo acontecido.
El Presidente de la República, Andrés Pastrana, valoró el cronograma planteado con las FARC-EP y dijo que le hubiera gustado darle al país la noticia sobre un cese inmediato del fuego y buscaba revitalizar el proceso de paz. El gobierno Pastrana y las FARC-EP agradecieron el apoyo brindado por la comunidad internacional.
- Wikisource contiene obras originales de o sobre Diálogos de paz entre el gobierno de Andrés Pastrana y las FARC-EP.

El 7 de febrero el gobierno Pastrana y las FARC-EP firmaron el Acuerdo sobre Acompañamiento Nacional e Internacional a la Mesa de Diálogo y Negociación.

#### Fin de los diálogos de paz

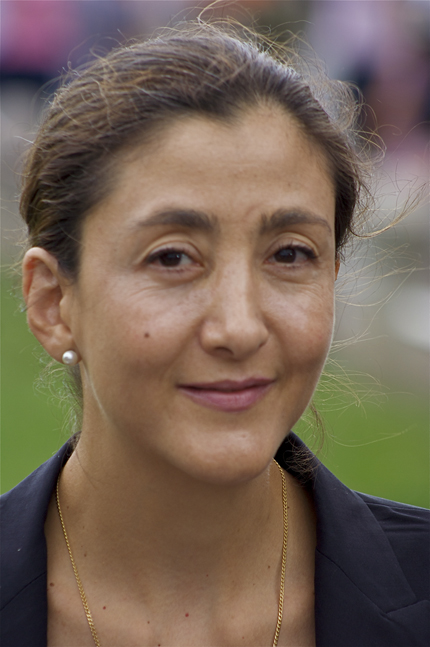
El 14 de febrero de 2002, la candidata presidencial Íngrid Betancourt criticó a los jefes de las FARC-EP durante un foro en la zona de distensión. El 23 de febrero de 2002 fue secuestrada por dicha organización, hasta el 2 de julio de 2008 que fue rescatada en la Operación Jaque.

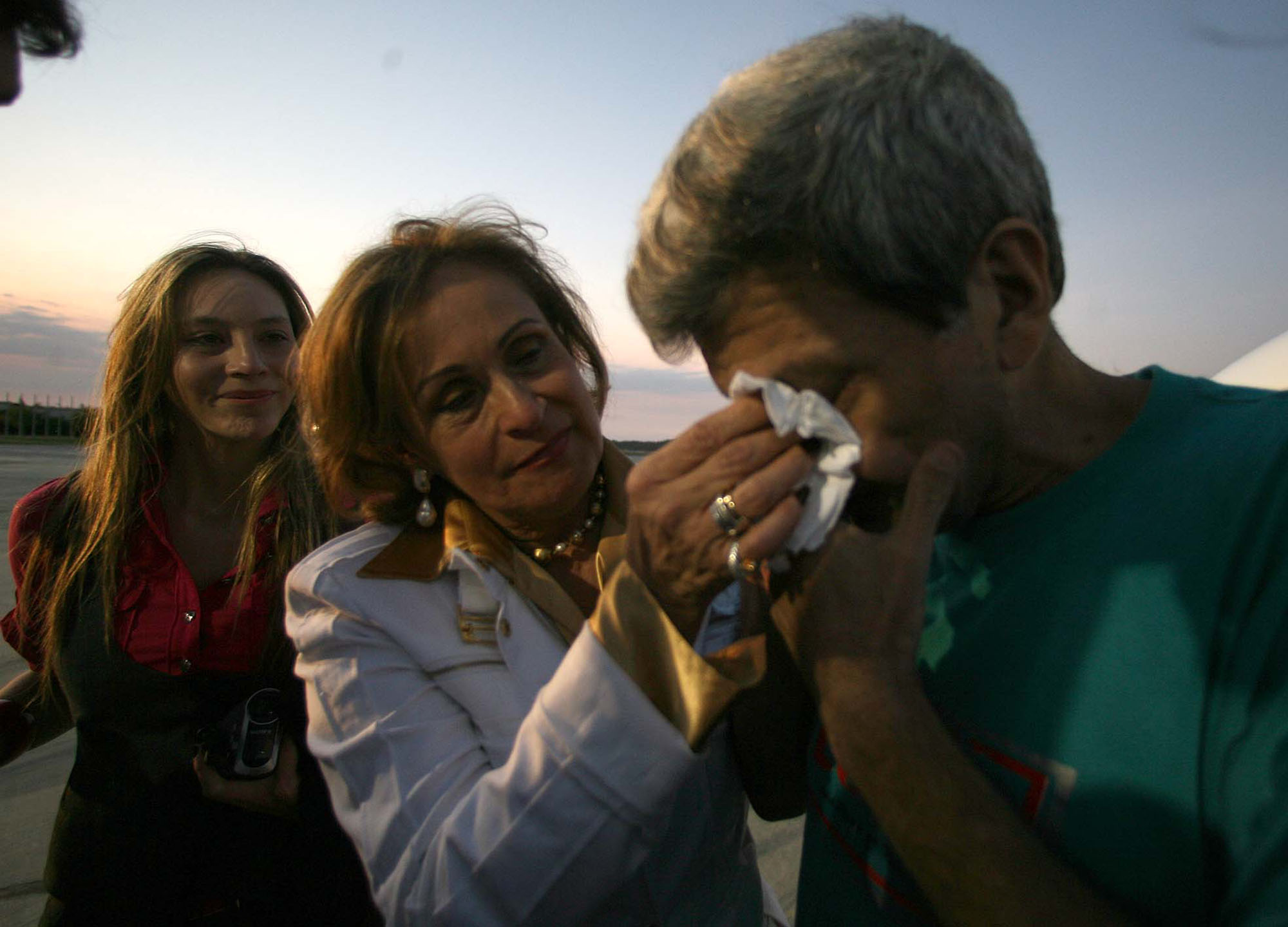
El congresista Jorge Eduardo Géchem, estuvo secuestrado por seis años. Fue liberado el 28 de febrero de 2008, junto a Luis Eladio Pérez, Gloria Polanco y Orlando Beltrán Cuéllar.

El 14 de febrero de 2002, los candidatos a la presidencia Horacio Serpa, Luis Eduardo Garzón e Ingrid Betancourt asisten a un foro en la zona de distensión, en el que critican el accionar armado y los secuestros de las FARC-EP. También piden a las FARC-EP y al gobierno Pastrana evitar por todos los medios una "guerra mayor". También asistieron los representantes del Partido Comunista, Jaime Caycedo; de los independientes, Antonio Navarro Wolff; y del Director del Partido Liberal, Eduardo Verano de la Rosa.

##### Secuestro de avión y Jorge Eduardo Géchem
El 20 de febrero de 2002 un frente de las FARC-EP secuestró un avión de la aerolínea Aires HK 3951 procedente de la ciudad de Neiva y forzó a los pilotos a aterrizar en medio de una carretera, en el municipio de Hobo (Huila). Las FARC-EP liberarón a casi todos los pasajeros, llevándose secuestrado al senador Jorge Eduardo Gechem. Después de lo sucedido, el presidente Pastrana pone fin a los diálogos de paz. El presidente Pastrana emitió resoluciones que terminaron oficialmente el proceso de diálogo con las FARC-EP, otro que les retiró el estatus político a las FARC-EP, otro que reactivó las órdenes de captura contra todos los miembros de las FARC-EP y otro que terminó la 'Policía Cívica' que funcionó en la zona desmilitarizada.
El 21 de febrero de 2002, El Secretario General de las Naciones Unidas, Kofi Annan rechazó el rompimiento del proceso de paz entre el gobierno Pastrana y las FARC-EP, pero reiteró su ofrecimiento de su 'buenos oficios' si en el transcurso del proceso se lo pedían.
El gobierno del presidente estadounidense George W. Bush, la Unión Europea, el Grupo de Río y la Organización de Estados Americanos (OEA), apoyaron la decisión del gobierno Pastra de terminar el proceso de paz.

## Consecuencias
El conflicto armado colombiano se recrudeció. La Fuerza Pública intensificó las acciones contras las FARC-EP en toda Colombia y a nivel diplomático en otras partes del mundo, apoyadas militarmente por Estados Unidos a través del Plan Colombia. Las FARC-EP también intensificaron su accionar armado, amparadas económicamente por el negocio del narcotráfico que manejaron en la Zona de Distensión a espaldas del gobierno y la opinión pública nacional e internacional. Algunas de esas acciones armadas fueron el Secuestro de los 12 diputados del Valle del Cauca el 11 de abril de 2002 y el secuestro y asesinato del gobernador del departamento de Antioquia Guillermo Gaviria y su asesor de paz el exministro de defensa Gilberto Echeverri.
Con el recrudecimiento de la violencia, el candidato a la presidencia Álvaro Uribe, férreo crítico de la zona de distensión y de los diálogos, resultó elegido el 26 de mayo de 2002, por amplia mayoría en primera vuelta. Su principal propuesta, la política de seguridad democrática, enfocada en combatir frontalmente a los grupos violentos tomó auge. Uribe tomó posesión como presidente de Colombia el 7 de agosto de 2002.
Las Autodefensas Unidas de Colombia (AUC), al mando de Carlos Castaño Gil también incrementaron sus acciones contra las FARC-EP, amparadas por el narcotráfico y clandestinamente por sectores de las Fuerzas Militares de Colombia y políticos. Las confrontaciones de las FARC-EP y las AUC se incrementan y cometen numerosas masacres, entre las más notorias, la Masacre de Bojayá del de 2 de mayo de 2002.
En los meses que siguen la reconquista de San Vicente por las Fuerzas Militares, 163 de sus habitantes son asesinados, incluidos muchos de exmiembros de la Policía cívica fundada bajo la administración de la guerrilla.

## Plan de las FARC-EP: El cerco a Bogotá

Mapa de la división municipal del departamento de Cundinamarca, con el Distrito Capital de Bogotá y la ciudad de Bogotá (en el centro).

En 1998, las FARC-EP se propusieron como objetivo tomar secretamente el control de las montañas de la Cordillera Oriental con el fin de cercar a la capital colombiana, Bogotá y una vez en control, tomarse el poder aprovechando el resguardo que les daría la zona de distensión. Las FARC-EP pretendían que una vez cercada la capital, el apoyo popular hacia las FARC-EP se tornaría a favor. Las FARC-EP enviaron por el Cañón del Río Duda grupos de guerrilleros con el fin de dominar el piedemonte hacia los municipios de San Juanito y El Calvario.
Con el fortalecimiento de las FARC-EP en la zona de distensión, las FARC-EP crearon el 'Comando de Oriente' con los frentes 52, 53 y 54 y las columnas móviles 'Manuela Beltrán' y 'Vladimir Estível'. Dos años después, en el año 2000 también enviaron grupos pequeños por el departamento de Tolima y el departamento de Boyacá para controlar el occidente con el frente 22, las columnas Reynaldo Cuéllar y la Esteban Ramírez al sur del municipio de La Palma por el Cañón del Sumbe, en el departamento de Cundinamarca.
Las FARC-EP asignaron al jefe guerrillero alias 'Marco Aurelio Buendía', comandando a los guerrilleros alias 'Romaña', 'el Zarco' y 'Miller Perdomo'. El Ejército Nacional supo de la presencia de Buendía en la zona por primera vez en la población de Quipile (Cundinamarca), mientras extendía las extorsiones y los secuestros en el occidente del departamento de Cundinamarca.
El gobierno asignó al general Reynaldo Castellanos, comandante de la Quinta División del Ejército Nacional de Colombia, para desarticular los planes de las FARC-EP. El General Castellanos tuvo a su mando a cerca de 30 mil hombres bajo su mando para cubrir un área de operaciones de 70.000 km². La 'Operación Libertad Uno' a su mando se inició con el fin de impedir la influencia de las FARC-EP en Cundinamarca, desmantelando los campamentos base, redes de apoyo y dar de baja a los cabecillas. El terreno montañoso y el clima lluvioso presentaba un reto para la movilidad de las Fuerzas Militares. También la zona tenía años de mantener presencia de las FARC-EP, por lo que la población desconfiaba de la fuerza pública.
La operación comenzó el 8 de junio de 2003 con la unidad militar Fuerza de Despliegue Rápido (FUDRA,) de aproximadamente 3 mil soldados, dividiéndose en dos en Cundinamarca; la mitad al oriente y la otra mitad al occidente. Una vez ubicado el campamento del jefe de las FARC-EP en Cundinamarca, Marco Aurelio Buendía, su campamento fue rodeado 5 kilómetros a la redonda en el municipio de La Palma, Cundinamarca. Luego la FUDRA se dividió en pequeñas unidades que bloquearon toda posibilidad de escape para los guerrilleros. Para el 15 de septiembre la Brigada Móvil N.º 3 de la FUDRA dio de baja al comandante 'Rumba' en la vereda Quitasol, del municipio Topaipí. Luego, a mediados de octubre, ubicó a 'Buendía' y lo dio de baja.